# Eleki János
Eleki János (Mezőkovácsháza, 1939. április 29. – 2020. július 4.) magyar agrármérnök, miniszterhelyettes.

## Élete
Mezőkovácsházán született, 1939. április 29-én. Középiskolai tanulmányait követően a gödöllői Agrártudományi Egyetem Mezőgazdaság-tudományi Karára iratkozott be, ahol 1962-ben mezőgazdasági mérnök oklevelet szerzett (később, 1972 és 1973 között a vetőmag-gazdálkodási szakot is elvégezte). Diplomázása után szülővárosában, az Új Alkotmány Termelőszövetkezetben dolgozott különböző beosztásokban: volt gyakornok, főagronómus, termelési elnökhelyettes is, végül 1980-ban elnökké választották; közben, 1976-ban mezőgazdaság-tudományból a doktorátust is megszerezte.
1980 júniusa után a mezőgazdasági és élelmezésügyi miniszter helyettesének nevezték ki, de 1981 novemberben az MSZMP KB Gazdaságpolitikai Osztálya a felmentését javasolta; megválasztották viszont a Termelőszövetkezetek Országos Tanácsa (TOT) főtitkárává. Ebben a minőségében érte meg a rendszerváltozást és az érdekképviselet megújulását is. A TOT jogutódjaként létrejövő Mezőgazdasági Szövetkezők és Termelők Országos Szövetsége (MOSZ) megalakulását elhatározó 1989 decemberi termelőszövetkezeti kongresszus – több jelölt közül – őt választotta meg az új érdekképviseleti szövetség főtitkárának. Erről a tisztségről egészségi állapota miatt 1993-ban lemondott, és ezt követően haláláig egyéni vállalkozóként gazdálkodott Békés megyében.
1967-ben belépett a Magyar Szocialista Munkáspártba; elvégezte a Marxizmus-Leninizmus Esti Egyetemet is. 1980. június 8. és 1990. március 16. között országgyűlési képviselő is volt – mindkét ciklusban, 1980-ban és 1985-ben is Békés megye 7. számú egyéni választókerületében jutott képviselői mandátumhoz. 1985-ig az országgyűlés terv- és költségvetési, azt követően a mezőgazdasági bizottságában dolgozott; 1984-től egészen a rendszerváltásig tagja volt az Alkotmányjogi Tanácsnak, valamint 1985 és 1990 között az Elnöki Tanácsnak is.
Halálát 2020. július 20-án a MOSZ sajtótitkársága jelentette be a Facebookon.

### Kutatható iratanyaga
Miniszterhelyettesi működési időszakából 0,12 iratfolyóméternyi (1 doboznyi), maradandó értékűnek minősített iratanyaga került az Országos Levéltár, mai nevén Magyar Nemzeti Levéltár Országos Levéltára őrizetébe, ahol az a XIX-K-9-az törzsszámon kutatható.

## Díjai, elismerései
- Nyisztor György-emlékérem (1979)